# Girau do Ponciano
Girau do Ponciano là một đô thị que fica tọa lạc trong vùng vùng trung bộ bang Alagoas. Đô thị này có dân số 30.042 người và diện tích là 502 km² (59,84 h/km²).
phía bắc giáp đô thị Jaramataia, phía nam giáp các đô thị Traipu và Campo Grande, phía đông là đô thị Lagoa da Canoa, phía tây giáp đô thị Traipu, phía tây bắc giáp đô thị Craíbas còn phía đông nam là đô thị Feira Grande.